# Wecker
Wecker (en luxemburguès: Wecker; alemany:  Wecker) és una vila de la comuna de Biwer, situada al districte de Grevenmacher del cantó de Grevenmacher. Està a uns 21 km de distància de la ciutat de Luxemburg.